# ایستگاه راه‌آهن ساوت‌همپتون مرکزی
ایستگاه راه‌آهن ساوت‌همپتون مرکزی (انگلیسی: Southampton Central railway station) یک ایستگاه راه‌آهن در ساوت‌همپتون، انگلستان است.
این ایستگاه که در سال ۱۸۹۵ تأسیس شده جزئی از خط اصلی جنوب غربی و خط کراس کانتری است.